# ليمور ذو واجهة حمراء
ليمور ذو واجهة حمراء أو هبّار ذو واجهة حمراء (الاسم العلمي: Eulemur rufifrons)، نوع من الرئيسيات يتبع جنس الليمور الحقيقي وفصيلة الليموريات. موطن في مدغشقر.